# 蝙蝠 (电影)
《靈蝠殺陣》，是一部1999年恐怖片，由路易斯·莫尼亚执导，由终点影业公司出品，由卢·戴蒙德·菲利普斯、迪娜·迈耶、鲍勃·冈顿和利昂领衔主演。

## 续集
一部电视剧继承了这部电影的续集，《吃人蝙蝠》（Bats: Human Harvest），是由最喜爱的电视节目在2007年出品的。